# Brian Burrows
Pour les articles homonymes, voir Burrows.
Brian Burrows est un tireur sportif américain né le 17 février 1988 à Torrance, en Californie. Il a remporté avec Madelynn Bernau la médaille de bronze de l'épreuve mixte de trap aux Jeux olympiques d'été de 2020 à Tokyo.